# Laccophilus evanescens
Laccophilus evanescens är en skalbaggsart som beskrevs av Régimbart 1895. Laccophilus evanescens ingår i släktet Laccophilus och familjen dykare. Inga underarter finns listade i Catalogue of Life.